# Jung L 10 B
Als Jung L 10 B wurden zweiachsige schmalspurige Lokomotiven der Lokomotivfabrik Jung mit einer Spurweite von 750 mm bezeichnet, die in drei Exemplaren von 1953 an hergestellt und im Rangier- sowie leichten Übergabedienst eingesetzt wurden. Eine Lokomotive ist erhalten.

## Geschichte
Die Bezeichnung Jung L 10 B leitete sich ab aus:  L = Schmalspurlokomotive, 10 = ungefähr 1/10 der Motorleistung in PS und B = Achsfolge.
Die erste Lokomotive wurde 1953 an die Farbwerke Hoechst geliefert, zwei weitere Lokomotiven folgten im nächsten Jahr.

## Technik
Die Lokomotive besitzt einen Vorbau für die Maschinenanlage und ein dahinter liegendes Führerhaus. Die Vorbauten haben vorwiegend glatte Flächen, die Ecken sind abgerundet.
Die Maschinenanlage wurde für die Farbwerke Hoechst in explosionsgeschützter Ausführung gestaltet. Der wassergekühlte Vierzylinder-Viertakt-Dieselmotor RHS 418 V von den Motorenwerken Mannheim wurde mit Druckluft angelassen, diese wurde durch einen Luftpresser mit Rollenkette erzeugt. Diese Sicherheitseinrichtungen wurden vor dem Einsatz bei der Bahnstrecke Osterode–Kreiensen ausgebaut. Der Motor gab seine Kraft an ein Strömungsgetriebe von Voith ab, dem ein Wendegetriebe von Jung folgte. Dieses gab die Kraft auf eine außerhalb der Achsengruppe liegende Blindwelle ab. Über Treib- und Kuppelstangen wurden mit Hilfe von Kurbelzapfen die im Außenrahmen gelagerten Antriebsräder angetrieben.

## Einsatz

### Farbwerke Hoechst
Die Farbwerke setzten die Lokomotiven von 1953 an ein. Die Maschinen waren besonders mit Güterloren unterwegs. Die Lokomotive, die später bei der Jagsttalbahn verwendet wurde, war bis 1958 eingesetzt. Es existiert ein Foto, das die Lok bei Dienstende 1958 mit Blumengebinde und Schleife zeigt, auf der die Worte stehen für treue Dienste.

### Kreisbahn Osterode–Kreiensen
1962 erwarb die Kreisbahn Osterode zwei dieser Lokomotiven, wobei die zweite Lok ohne Motor von vornherein als Ersatzteilspender gedacht war. Ursprünglich hatte die Lokomotive die bei Schmalspurbahnen übliche Bügelkupplung, diese wurde vor dem Einsatz bei der Kreisbahn Osterode–Kreiensen gegen eine bei dieser Bahn übliche Mittelpufferkupplung ausgetauscht. Dazu erhielt die Lokomotive starke Pufferbohlen mit Zug- und Stoßeinrichtung, um auch aufgebockte Normalspurgüterwagen kuppeln zu können. Vor dem Einsatz bei der Jagsttalbahn musste diese Einrichtung noch einmal an den Standard der Bahngesellschaft angepasst werden. Ursprünglich nur mit Fuß- und Handbremse ausgerüstet, hat die Lokomotive mit dem Umbau eine indirekte Bremse sowie ein Dreilicht-Spitzensignal erhalten.
Nach dem Verkauf der Lok an die Kreisbahn wurden zunächst bei Henschel in Kassel die Änderungen durchgeführt. Die Lokomotive erhielt die Bezeichnung 11.
Eingesetzt wurde sie vorrangig im Rangierdienst und auf dem Bahnhof Osterode. Nach der Betriebseinstellung 1967 wurde sie 1970 von der Südwestdeutschen Eisenbahn-Gesellschaft mbH erworben.

### Jagsttalbahn 22-03
Für den Einsatz auf der Jagsttalbahn erhielt die Lokomotive zuerst eine Hauptuntersuchung in Möckmühl, bei der die Zug- und Stoßeinrichtung auf den Standard der Jagsttalbahn angepasst wurde und der Anstrich erneuert wurde. Die Lokomotive hat hier die Bezeichnung 22-03 erhalten und diente bei der Gesellschaft vorrangig als Reserve sowie auf Grund ihrer geringen Geschwindigkeit und des kleinen Führerhauses im Rangierdienst. Sie hat den Spitznamen Stoppelhopser bekommen.
Nach Einstellung der Jagsttalbahn 1988 kam die Lokomotive zu den Jagsttalbahnfreunden und ist dort auch noch vorhanden.